# Бркович, Еврем
Еврем Бркович (серб. Јеврем Брковић; 29 декабря 1933, Seoca, Подгорица — 24 января 2021, Подгорица) ― черногорский поэт, писатель, историк и общественный деятель. Один из основателей Дуклянской академии наук и искусств (DANU), параллельно существовавшей с Черногорской академией наук и искусств (CANU) до 2015 года, а после вошедшей в её состав.

## Биография
Родился в деревне Сеока близ Подгорицы, Зетская бановина, Югославия. Работал журналистом на радио «Титоград» и был заместителем редактора журнала «Овдье». Провёл молодость в Белграде. В 1975 году был удостоен «Премии 13 июля», самой престижной литературной премии Черногории. Находясь в Белграде, Бркович пропагандировал гражданское неповиновение и поддерживал свободное общество. Тесно подружился с Матией Бечковичем и Радованом Караджичем, хотя позже стал их суровым критиком. Во время югославских войн в 1990-х годах придерживался прочерногорской позиции. Также был критиком режима, возглавляемого Мило Джукановичем. В 1994 году из-за давления Джукановича и политических преследований Бркович уехал из Черногории в Хорватию. Находясь в Хорватии, он изучал исследования черногорского историка Савича Марковича-Штедимлии и хорватского историка Иво Пилара.
В 1999 году он вернулся в Черногорию, когда, по его словам, «Черногория снова стала черногорской». С тех пор он оставался решительным сторонником независимости Черногории.
В том же году Бркович стал основателем и первым президентом Дуклянской академии наук и искусств. Занимался исследованием творческого наследия Штедимлии, который считал черногорцев потомками красных хорватов, утверждая таким образом, что черногорцы не принадлежат сербскому племени. Дуклянская академия была создана в пику Черногорской академией наук и искусств, которая тогда считалась просербской. Среди прочего, примерно в то же время Бркович стал редактором Черногорской литературной газеты, которая издаётся на черногорском, сербском, боснийском и хорватском языках.
Брковича хвалили и критиковали за его позицию черногорского националиста. Его оппоненты называли его «усташем» из-за его оппозиции сербскому национализму. Работы Брковича получали смешанные оценки из-за специфического сатирический юмор и частого использования нецензурной и вульгарной лексики. В 2001 году основанная им Дуклянская академия активно агитировала за избрание «Коалиции за независимую Черногорию».
24 октября 2006 года на Брковича, его водителя и телохранителя Срджана Войчича напали трое вооруженных людей. Войчич был застрелен, а Бркович отделался лёгким ранением. Причиной нападения стала его последняя книга «Любавник Дукле» («Любовник Доклина»), в которой он высмеивал людей из правящих кругов Черногории, в том числе соратников Мило Джукановича.
Скончался 24 января 2021 года в возрасте 87 лет.
Его сын Бальша Бркович также является известным черногорским писателем. Внук Браян Бркович живёт в Сербии и является вице-президентом Нови-Садского отделения Партии свободы и справедливости.